# Met Vier in Bed
Met Vier in Bed is een Vlaams televisieprogramma over bed and breakfasts. Het werd uitgezonden tussen 2010 en 2019 tijdens de zomermaanden  op VTM. De voice-over van het programma is Leen Demaré, sinds 2020 werden er geen nieuwe afleveringen meer gemaakt, omdat het programma plaats moest maken voor andere zomerprogramma’s. In 2023 besloot VTM om terug nieuwe afleveringen te maken. 

## Concept
In het programma gaan elke week (maandag tot en met donderdag) vier uitbaters van bed and breakfasts bij elkaar op bezoek. Ze verblijven een dag en een nacht in elkaars B&B en genieten meestal ook van een gezamenlijke activiteit. Na elk bezoek geven de bezoekers hun oordeel over de B&B. Na elke week wordt een weekwinnaar bekendgemaakt.

## Kijkcijfers
Hoewel het programma in de zomer (wanneer er meestal minder mensen voor televisie zitten) wordt uitgezonden, wordt het goed bekeken. Met Vier in Bed haalt gemiddeld 600.000 kijkers, met uitschieters tot 700.000 kijkers, en staat altijd in de kijkcijfer top 10. Het programma verbrak in seizoen 5 meermaals zijn eigen record. Het record staat nu op 778.950 kijkers en een marktaandeel van 31,52%, voor de uitzending van dinsdag 26 augustus 2014. Daarna daalde het gemiddelde naar 450.000 kijkers.

## Seizoensoverzicht
| Seizoen | Aantal afl. | Uitzenddata                       | Locatie                                                              |
| ------- | ----------- | --------------------------------- | -------------------------------------------------------------------- |
| 1       | 20          | 26 juli t/m 26 augustus 2010      | België                                                               |
| 2       | 36          | 27 juni t/m 25 augustus 2011      | België, Frankrijk (Provence) en Spanje                               |
| 3       | 48          | 11 juni t/m 30 augustus 2012      | België, Frankrijk, Spanje, Portugal, Italië, Tsjechië en Zuid-Afrika |
| 4       | 52          | 27 mei 2013 t/m 29 augustus 2013  | België, Frankrijk, Spanje, Portugal en Italië                        |
| 5       | 48          | 9 juni 2014 t/m 28 augustus 2014  | België, Frankrijk, Spanje en Senegal                                 |
| 6       | 48          | 8 juni 2015 t/m 27 augustus 2015  | België, Frankrijk, Spanje, Portugal en Thailand                      |
| 7       | 48          | 13 juni 2016 t/m 1 september 2016 | België, Frankrijk, Portugal, Kroatië, Zweden en Spanje               |
| 8       | 52          | 5 juni 2017 t/m 31 augustus 2017  | België, Spanje, Portugal, Frankrijk en Italië                        |
| 9       | 44          | 11 juni 2018 t/m 23 augustus 2018 | België, Spanje, Portugal, Frankrijk en Marokko                       |
| 10      | 28          | 10 juni 2019 t/m 25 juli 2019     | België, Spanje en Portugal                                           |
| 11      | 36          | 3 juli 2023 t/m 31 augustus 2023  | België                                                               |
| 12      |             | 1 juli 2024 t/m augustus 2024     | België                                                               |
| 13      |             | 30 juni 2025 t/m augustus 2025    | België                                                               |

## Het boek
Op 25 maart 2017 werd het eerste Met Vier in Bed boek gepubliceerd. Het boek maakt een selectie van een aantal van de meest bijzondere B&B's van de afgelopen seizoenen in België, Nederland en Frankrijk. Bijzonder aan het boek is dat het naast toeristische informatie ook de verhalen verzamelt van hoe de B&B-houders hun droom hebben verwezenlijkt. Het is geschreven door Liesbeth Baeten, de foto's zijn gemaakt door interieur- en architectuurfotograaf Peter Soetewey en het is uitgegeven door Segunda.